# Phyllodoce alpina
Phyllodoce alpina är en ljungväxtart som beskrevs av Gen-Iti Koidzumi. Phyllodoce alpina ingår i släktet lappljungssläktet, och familjen ljungväxter. Inga underarter finns listade i Catalogue of Life.